# Guitar King
"Guitar King" is een nummer van de Nederlandse band Hank the Knife & the Jets. Het nummer werd uitgebracht op hun gelijknamige debuutalbum uit 1975. In april van dat jaar werd het nummer uitgebracht als de debuutsingle van de groep.

## Achtergrond
"Guitar King" is geschreven door gitarist Hank Bruysten en Long Tall Ernie and the Shakers-drummer Alan McFarlane en geproduceerd door Roy Beltman. De samenwerking tussen Bruysten en McFarlane is niet bijzonder: Bruysten was korte tijd eerder uit de band Long Tall Ernie & the Shakers gestapt om Hank the Knife & the Jets te beginnen.
"Guitar King" was de eerste single van de band en werd direct een groot succes. Het bereikte de tweede plaats in de Nederlandse Top 40 en de derde plaats in de Nationale Hitparade. De single werd ook een hit in een aantal andere landen: zo kwam het tot de derde plaats in de voorloper van de Vlaamse Ultratop 50 en tot de vierde plaats in de Duitse hitlijsten. Ook in Frankrijk en Brazilië werd het een hit, en verder werd het ook in het Verenigd Koninkrijk, Portugal en Turkije als single uitgebracht.
"Guitar King" werd in 1997 gesampled door Eboman in zijn single "Donuts with Buddah", die in Nederland de zesde plaats in de Tipparade en de 73e plaats in de Mega Top 100 bereikte. In 2013 kwam het nummer in het nieuws nadat in de Arnhemse media een oproep verscheen om het nummer in de jaarlijkse NPO Radio 2 Top 2000 te stemmen. Deze actie bleek succes te hebben, het nummer kwam op plaats 1771 binnen in de lijst, nadat deze er tussen 2000 en 2008 ook al bijna ieder jaar in stond.

## Hitnoteringen

### Nederlandse Top 40
| Hitnotering: 19-04-1975 t/m 28-06-1975 | Hitnotering: 19-04-1975 t/m 28-06-1975 | Hitnotering: 19-04-1975 t/m 28-06-1975 | Hitnotering: 19-04-1975 t/m 28-06-1975 | Hitnotering: 19-04-1975 t/m 28-06-1975 | Hitnotering: 19-04-1975 t/m 28-06-1975 | Hitnotering: 19-04-1975 t/m 28-06-1975 | Hitnotering: 19-04-1975 t/m 28-06-1975 | Hitnotering: 19-04-1975 t/m 28-06-1975 | Hitnotering: 19-04-1975 t/m 28-06-1975 | Hitnotering: 19-04-1975 t/m 28-06-1975 | Hitnotering: 19-04-1975 t/m 28-06-1975 | Hitnotering: 19-04-1975 t/m 28-06-1975 |
| Week                                   | 1                                      | 2                                      | 3                                      | 4                                      | 5                                      | 6                                      | 7                                      | 8                                      | 9                                      | 10                                     | 11                                     |                                        |
| -------------------------------------- | -------------------------------------- | -------------------------------------- | -------------------------------------- | -------------------------------------- | -------------------------------------- | -------------------------------------- | -------------------------------------- | -------------------------------------- | -------------------------------------- | -------------------------------------- | -------------------------------------- | -------------------------------------- |
| Positie                                | 29                                     | 16                                     | 9                                      | 6                                      | 3                                      | 2                                      | 3                                      | 6                                      | 15                                     | 25                                     | 38                                     | uit                                    |

### Nationale Hitparade
| Hitnotering: 19-04-1975 t/m 21-06-1975 | Hitnotering: 19-04-1975 t/m 21-06-1975 | Hitnotering: 19-04-1975 t/m 21-06-1975 | Hitnotering: 19-04-1975 t/m 21-06-1975 | Hitnotering: 19-04-1975 t/m 21-06-1975 | Hitnotering: 19-04-1975 t/m 21-06-1975 | Hitnotering: 19-04-1975 t/m 21-06-1975 | Hitnotering: 19-04-1975 t/m 21-06-1975 | Hitnotering: 19-04-1975 t/m 21-06-1975 | Hitnotering: 19-04-1975 t/m 21-06-1975 | Hitnotering: 19-04-1975 t/m 21-06-1975 | Hitnotering: 19-04-1975 t/m 21-06-1975 |
| Week                                   | 1                                      | 2                                      | 3                                      | 4                                      | 5                                      | 6                                      | 7                                      | 8                                      | 9                                      | 10                                     |                                        |
| -------------------------------------- | -------------------------------------- | -------------------------------------- | -------------------------------------- | -------------------------------------- | -------------------------------------- | -------------------------------------- | -------------------------------------- | -------------------------------------- | -------------------------------------- | -------------------------------------- | -------------------------------------- |
| Positie                                | 25                                     | 15                                     | 7                                      | 5                                      | 3                                      | 3                                      | 3                                      | 5                                      | 12                                     | 25                                     | uit                                    |

### NPO Radio 2 Top 2000
| Nummer met noteringen in de NPO Radio 2 Top 2000 | '00  | '01  | '02  | '03  | '04 | '05  | '06  | '07  | '08  | '09-'12 | '13  |
| ------------------------------------------------ | ---- | ---- | ---- | ---- | --- | ---- | ---- | ---- | ---- | ------- | ---- |
| Guitar King                                      | 1260 | 1606 | 1774 | 1714 | -   | 1898 | 1325 | 1654 | 1728 | -       | 1771 |

1. ↑  Een '-' betekent dat het nummer niet was genoteerd en een vetgedrukt getal geeft de hoogste notering aan.
2. ↑  2000 was het eerste jaar met een notering voor dit nummer.
3. ↑  Deze tabel is bijgewerkt tot en met de laatste editie (2024).